# Psila limbatella
Psila limbatella är en tvåvingeart som först beskrevs av Zetterstedt 1847.  Psila limbatella ingår i släktet Psila och familjen rotflugor. Inga underarter finns listade i Catalogue of Life.